# Albert Lavraie
Albert Lavraie war ein französischer Schwimmer.

## Karriere
Lavraie nahm 1920 an den Olympischen Spielen in Antwerpen teil. Hier scheiterte er im Wettbewerb über 1500 m Freistil im fünften Vorlauf an der Halbfinalqualifikation.